# 卓志賢
卓志賢（1959年11月8日—）是一位台灣中學教師，因為開發出數千種紙飛機而聞名。

## 經歷
卓志賢出生於台中縣大安鎮（今台中市大安區），畢業於國立中興大學中文系，現任苗栗縣卓蘭鎮國立卓蘭實驗高級中學國中部教師。

## 紙飛機開發
卓志賢致力於各種形式的紙飛機開發已超過20年，至今已經成功開發出超過8000種紙飛機。他所開發的紙飛機種類相當多樣，較複雜的形式甚至神似戰鬥機等各種模型飛機或鳥類。並且曾在台灣和台灣以外地區參展或舉辦個展。
卓志賢開發的紙飛機最遠飛行距離曾經達到52.8公尺，滯空秒數更曾有長達58秒的紀錄。

## 著作
- 《紙飛機工廠》，卓志賢，聯經，2003年8月15日，ISBN 9789570826159。
- 《預知的夢》，卓志賢，稻田，2002年10月23日，ISBN 9867882296。

## 獲得獎項
- 第5屆中小學科學創作發明展教師組首獎[7]

## 外部連結
- 五千種紙飛機傳奇－卓志賢 （页面存档备份，存于）《台灣光華雜誌》，2004年5月